# Rennes Étudiants Club rugby
Pour les articles homonymes, voir Rennes Étudiants Club et REC.
Maillots
Actualités
Le Rennes Étudiants Club rugby, couramment abrégé en REC Rugby, est un club français de rugby à XV français basé à Rennes.
Il évolue pour la saison 2025-2026 en Nationale.

## Histoire
L'association Rennes Étudiants Club est à l'origine de la création de ce club, en 1961. D'une structure uniquement estudiantine, le club a progressivement évolué vers le statut de club civil dans les années 1985 - 1990. En 1986, une école de rugby est créée au sein du club.
- 1997 : Accession en Nationale 3
- 2000 : Accession en Nationale 2 et création du pôle espoir
- 2004 : Nouvelle accession en Nationale 2
- 2006 : Retour en Nationale 3
- 2008 : Accession en Fédérale 2 et demi-finale du championnat de France de Fédérale 3
- 2011 : Premières phases finales du championnat de France Fédérale 2 avec une défaite en huitième de finale contre Arras
- 2014 : Descente en Fédérale 3
- 2015 : Retour en Fédérale 2 et défaite en quart-de-finale du championnat de France face à Chartres, futur vainqueur
- 2018 : Accession en Fédérale 1 et défaite en quart-de-finale de Fédérale 2 face au CS Beaune
- 2022 : Champion de France de Fédérale 1 et accession en Nationale.
- 2023 : Descente en Nationale 2
- 2025 : Champion de France de Nationale 2 et accession en Nationale.

## Palmarès

### Détail du palmarès
| Compétitions nationales |
| - Championnat de France de Nationale 2 : - Champion (1) : 2025 - Championnat de France de Fédérale 1 : - Champion (1) : 2022 |

### Finales disputées
| Compétition               | Date de la finale | Vainqueur           | Score   | Finaliste                      | Lieu de la finale                         |
| ------------------------- | ----------------- | ------------------- | ------- | ------------------------------ | ----------------------------------------- |
| Fédérale 3 - Excellence B | 13 juin 2004      | US Fumel-Libos rés. | 33 - 15 | Rennes EC rés.                 | Stade de la route de Rochefort, Saintes   |
| Fédérale 1                | 12 juin 2022      | Rennes EC           | 15 - 11 | RC Hyères Carqueiranne La Crau | Stade Évelyne-Jean-Baylet, Valence-d'Agen |
| Nationale 2               | 4 mai 2025        | Rennes EC           | 19 - 10 | Niort RC                       | Stade Tonnellé, Tours                     |

## Identité visuelle

### Couleurs et maillots
Les couleurs du club sont le noir et le blanc.

### Logo

Évolution du logo
Logo abandonné en 2017.
Logo depuis 2017.

## Bilan par saison
| Saison    | Division (échelon) | Saison régulière                     | Phase finale                                   |
| --------- | ------------------ | ------------------------------------ | ---------------------------------------------- |
| 2006-2007 | Fédérale 3 (5e)    | 2e/12 - poule ?                      | Seizièmes de finale                            |
| 2007-2008 | Fédérale 3 (5e)    | 2e/12 - poule 2                      | Demi-finaliste                                 |
| 2008-2009 | Fédérale 2 (4e)    | 7e/12 - poule ?                      | -                                              |
| 2009-2010 | Fédérale 2 (4e)    | 7e/12 - poule 1                      | -                                              |
| 2010-2011 | Fédérale 2 (4e)    | 3e/11 - poule 1                      | Huitièmes de finale                            |
| 2011-2012 | Fédérale 2 (4e)    | 7e/10 - poule 2                      | -                                              |
| 2012-2013 | Fédérale 2 (4e)    | 8e/11 - poule 2                      | -                                              |
| 2013-2014 | Fédérale 2 (4e)    | 9e/10 - poule 2                      | -                                              |
| 2014-2015 | Fédérale 3 (5e)    | 1er/10 - poule 1                     | Quarts de finale                               |
| 2015-2016 | Fédérale 2 (4e)    | 9e/10 - poule 1                      | -                                              |
| 2016-2017 | Fédérale 2 (4e)    | 3e/9 - poule 2                       | Seizièmes de finale                            |
| 2017-2018 | Fédérale 2 (4e)    | 1er/12 - poule 1                     | Quarts de finale                               |
| 2018-2019 | Fédérale 1 (3e)    | 5e/12 - poule 1                      | Huitièmes de finale (Challenge Yves du Manoir) |
| 2019-2020 | Fédérale 1 (3e)    | 9e/12 - poule 4 (saison interrompue) | 9e/12 - poule 4 (saison interrompue)           |
| 2020-2021 | Fédérale 1 (4e)    | 2e/11 - poule 1 (saison interrompue) | 2e/11 - poule 1 (saison interrompue)           |
| 2021-2022 | Fédérale 1 (4e)    | 4e/12 - poule 1                      | Champion de France de Fédérale 1               |
| 2022-2023 | Nationale (3e)     | 13e/14                               | -                                              |
| 2023-2024 | Nationale 2 (4e)   | 2e/12 - poule 1                      | Demi-finaliste                                 |
| 2024-2025 | Nationale 2 (4e)   | 1re/12 - poule 1                     | Champion de France de Nationale 2              |

## Personnalités du club

### Joueurs emblématiques
- Gaël Dréan
- Enzo Salvai

### Entraîneurs
- Kévin Courties (manager)
- Carlos Muzzio (avants)
- Vincent Bréhonnet (arrières)
- Mac Brousty  (directeur de la performance)

### Présidents
- Raphaël Favier
- 2006-2012 :  Loick Le Brun
- 2012-2014 :  Gabriel Laval
- 2014-2016 :  Raphaël Favier
- 2016-2017 :  Raphaël Favier et  Jean-Marc Trihan
- 2017-2025 :  Jean-Marc Trihan
- Depuis 2025 :  Eric Du Mottay et  Olivier Schaupp

## Infrastructures

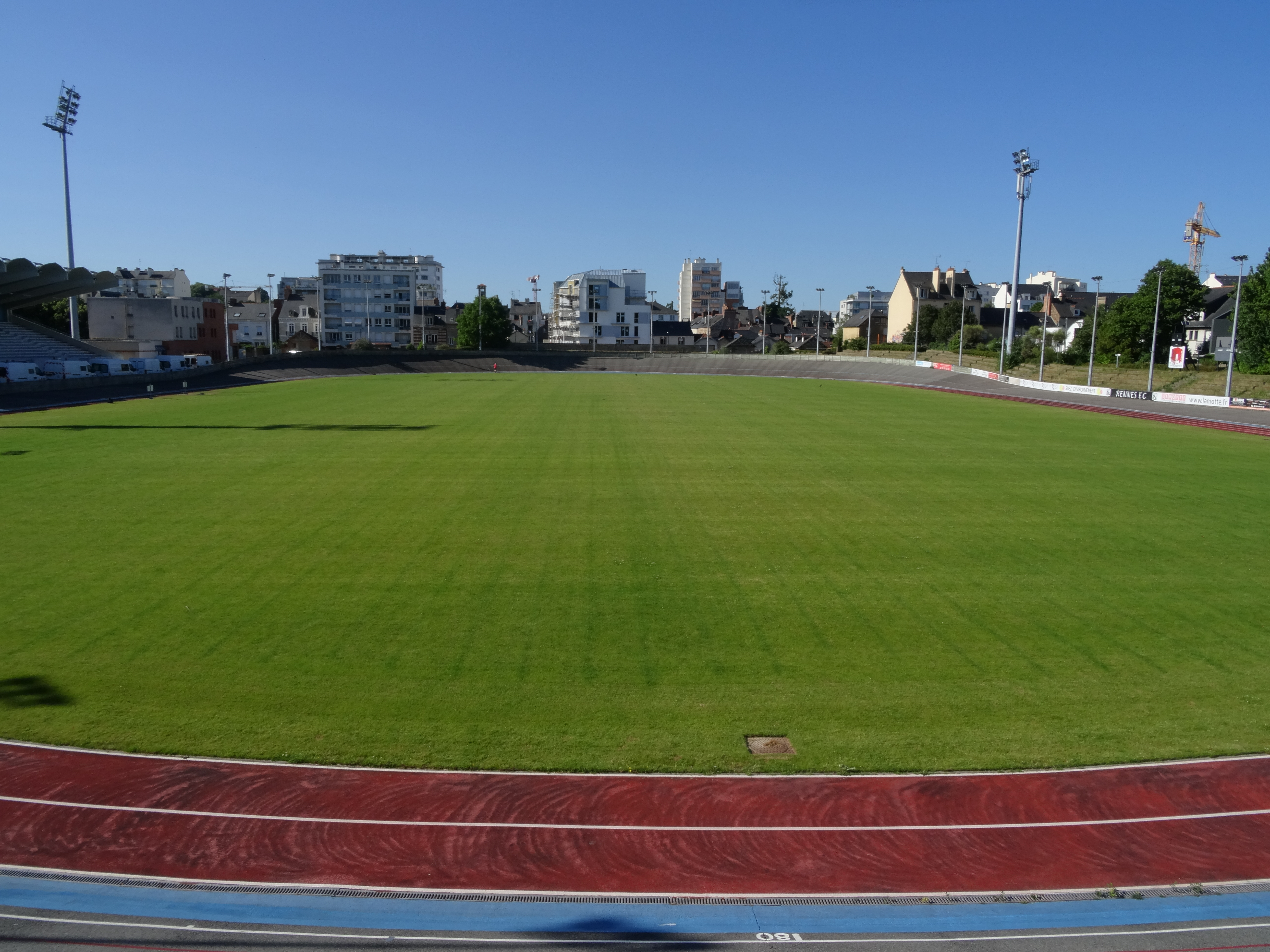
Le stade du Commandant Bougouin dit le stade vélodrome.

Le REC joue à domicile au stade du Commandant Bougouin aussi appelé stade vélodrome.
C'est un stade municipal situé dans le quartier Alphonse Guérin de Rennes.